# Силы регулирования «Катаиб»
Силы регулирования «Катаиб» (араб. قوى الكتائب النظامية‎), более распространено название Фалангистская милиция — военная организация ливанской фалангистской партии Катаиб. Осуществляли силовую поддержку политики Катаиб и клана Жмайель. Активно участвовали в ливанской гражданской войне, являлись главной вооружённой силой правохристианского лагеря. Составили основу Ливанских сил. С 1981 полностью интегрировались в «Ливанские силы» под командованием Башира Жмайеля.

## Военизированная Фаланга

### Основание
В 1936 году ливанский предприниматель и спортсмен Пьер Жмайель создал праворадикальную националистическую партию Катаиб (Ливанская фаланга). В партийном строительстве Жмайель руководствовался такими моделями, как НСДАП, Национальная фашистская партия и Испанская фаланга. Соответственно, важное место в партийной структуре занимало военизированное крыло, подобное штурмовикам или чернорубашечникам.
Организатором и первым руководителем силовых структур Катаиб стал предприниматель Уильям Хауи. Набор в милиционное ополчение Катаиб производился в среде христианской молодёжи, преимущественно маронитской. От вступающих требовалась фалангистская идейность и преданность лидерам, прежде всего семейству Жмайель. Желательны были также спортивные навыки. Боевики проходили военную подготовку в специальных тренировочных лагерях и приносили партийную присягу.
Фалангистская милиция участвовала в антиколониальных выступлениях 1943 года. В первые годы ливанской независимости боевики охраняли партийные мероприятия, обеспечивали безопасность партийных анклавов в районе Матн, бейрутском квартале Ашрафия, родовом центре Жмайелей в Бикфайе. Важную роль фалангисты сыграли во время ливанского кризиса 1958 — они активно поддержали правого президента Камиля Шамуна, вступив в бои с левыми насеристами и панарабистами. Именно с 1958 года началось резкое военно-политическое усиление Катаиб.

### Реформирование

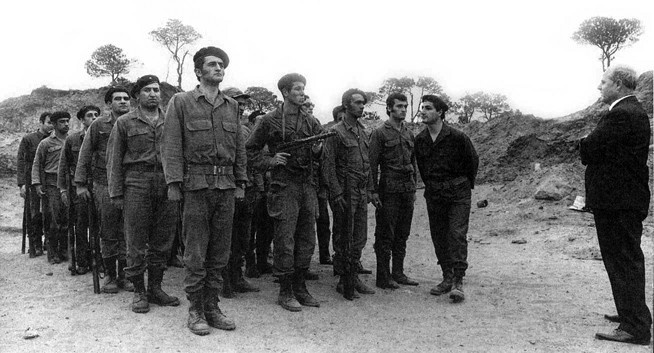
Уильям Хауи и Башир Жмайель на смотре бойцов Катаиб

В 1961 году Пьер Жмайель реформировал партийную силовую систему. Милиция получила название Силы регулирования Катаиб. Уильям Хауи был официально назначен командующим. С 1963 Хауи возглавлял службу безопасности Катаиб, аффилированную с Силами регулирования. В 1970 был учреждён Высший совет безопасности Катаиб под председательством Хауи. Расширилась сеть тренировочных лагерей.
В 1963 году в Силах регулирования были сформированы два отряда партийного спецназа. В 1973 учреждено элитное подразделение «Пьер Жмайель» (PG), вскоре включённое в состав подразделения «Башир Жмайель» (BG). Именно в BG, под командованием Башира Жмайеля-младшего (при кураторстве Уильяма Хауи) набирались лучшие бойцы.
К 1975 году силовые структуры Катаиб насчитывали около 5 тысяч бойцов, из них 2 тысячи обученных и хорошо вооружённых. В следующие годы численность фалангистской милиции возросла до 8 тысяч человек.

## Вооружение, базирование, командование

### Военное оснащение
На вооружении фалангистской милиции были различные виды автоматического стрелкового оружия: британские Ли-Энфилд, Sterling L2; французские MAS-36; бельгийские FN FAL; советские СКС, АК-47, АКМ, ППД, ППШ, пистолеты ТТ; американские M1 carbine, M1 Garand M14, револьверы Smith & Wesson Model 13; шведские Carl Gustaf M/45; чехословацкие Šcorpion vz. 61, пистолеты CZ 75; немецкие HK G3, Walther MP и целый ряд других моделей; немецкие пулемёты MG34, советские РПД и СГ-43; американские гранатомёты M203, советские противотанковые ружья ПТРС.
Артиллерия состояла из британских орудий QF 25 pounder, Bofors L60; французских гаубиц Modèle 50; советских М-30, ЗПУ-4, зенитно-артиллерийских комплексов С-60; югославских автопушек M55.
Основу механизированного корпуса фалангистов составляли ган-трак и вооружённые пикапы. импровизированные боевые машины создавались в основном на базе американских армейских грузовиков M151 MUTT и автомобилей повышенной проходимости Willys MB, немецких грузовиков Unimog, некоторых моделей Land Rover, Toyota, Chevrolet.
В бронетехнике преобладали французские лёгкие танки AMX-13, бронетранспортёры моделей Panhard, американские танки M41 Уокер Бульдог, британские Чариотиры и M42, израильские M51-Супершерман.
Оружие и снаряжение поступало фалангистам различными путями. Значительная часть была получена со складов ливанской армии и от ЦАХАЛ. Некоторая часть предоставлена сирийскими военными (в период союза) или захвачена в боях. Важную роль играли поставки из Египта, Иордании и от западноевропейских ультраправых, помогавших союзникам-антикоммунистам. Оружие советского производства приобреталось через сирийцев, на чёрном рынке или нелегально закупалось в Чехословакии, Болгарии и Румынии.

### Система функционирования

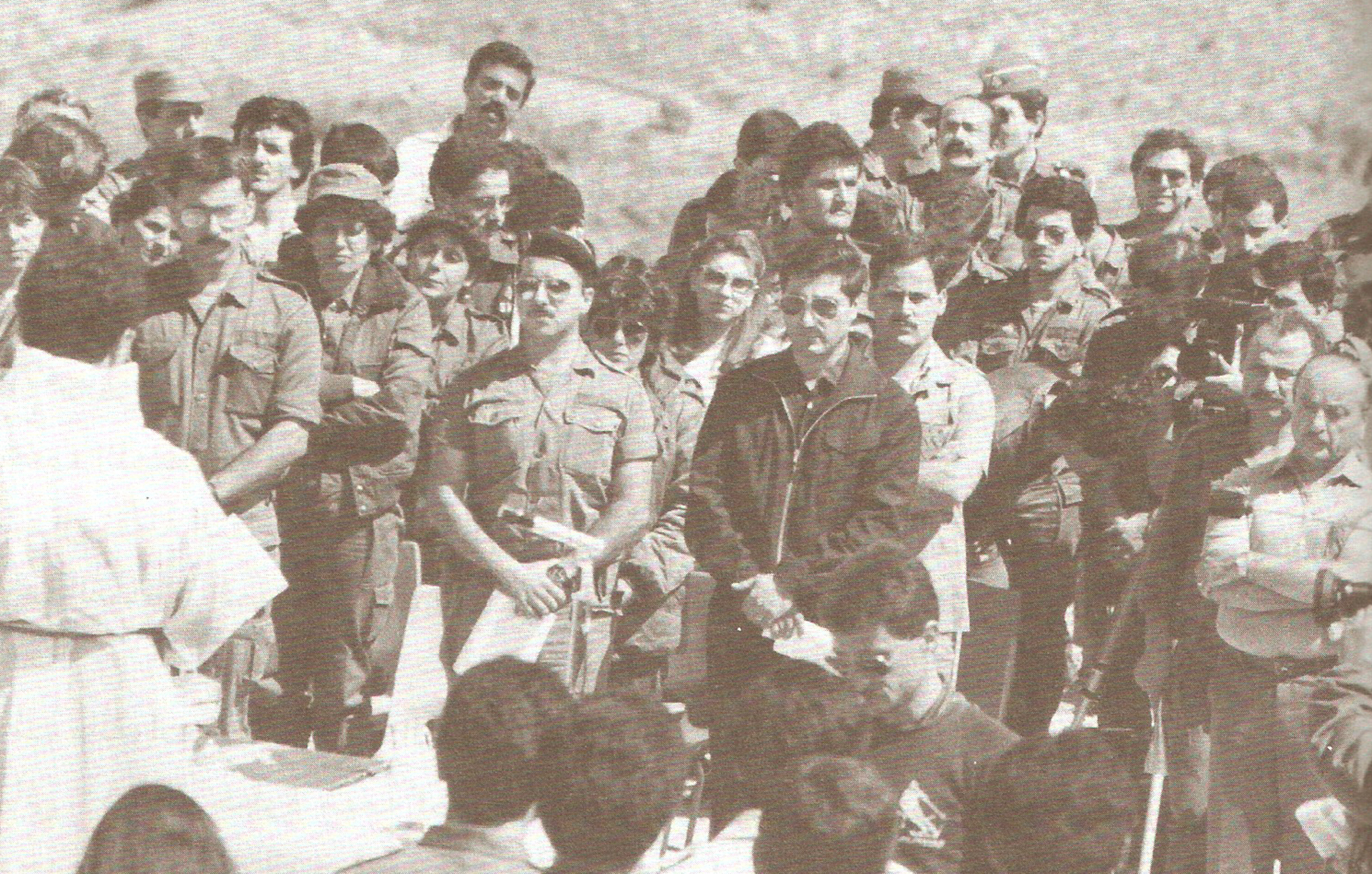
Фалангистский тренировочный лагерь

Центральный штаб Сил регулирования Катаиб находился в Бикфайе. Основные базы располагались в Матне, Ашрафии, Кесерване, Джебейле, Батруне, Джунии. Под контролем фалангистской милиции находились значительные территории севера страны и Горного Ливана, составлявшие треть страны.
Командование фалангистской милиции было подчинялось политическому руководству Катаиб во главе с бессменным председателем партии Пьером Жмайелем. Уильям Хауи, затем Башир Жмайель состояли в высшем партийном органе (отношения между Хауи и Жмайелем-младшим были при этом довольно сложны). Силовой составляющей занимались специальные партийные структуры — Совет безопасности и Военный совет.
Партия Катаиб и её вооружённые силы отстроили собственную экономическую систему. С ними были аффилированы несколько крупных бизнес-структур, в том числе международного уровня. Коммерческие коммуникации, включая поставки оружия, осуществлялись через порты Бейрута и Джунии. В Хамате близ Батруна функционировала тайная взлётно-посадочная полоса (ныне Международный аэропорт имени Пьера Жмайеля). Работала радиостанция Голос Свободного Ливана.

### Известные командиры
- Уильям Хауи — командующий со времени основания до своей гибели в 1976 году.
- Башир Жмайель — командующий с 1976 года до своей гибели в 1982 году.
- Амин Жмайель (старший брат Башира Жмайеля) — командир автономной 75-й бригады, действовавшей в Матне и Восточном Бейруте.
- Фади Фрем — начальник главного штаба.
- Фуад Абу Надер — начальник оперативного командования.
- Ильяс Хобейка — начальник службы безопасности, исполнитель спецопераций.
- Самир Джааджаа — командир спецназа, исполнитель спецопераций.
- Роберт Хатем — начальник охраны Хобейки, полевой командир, исполнитель спецопераций.
- Бутрос Хаванд — председатель Военного совета Катаиб.
- Жозеф Абу Халил — главный политический советник, руководитель военной пропаганды.
- Ильяс Зайек — заместитель начальника оперативного командования.
- Жозеф Сааде — командир бейрутских формирований.
- Карим Пакрадуни — оперативный консультант командующего.
- Жослин Хуэйри — командир женского подразделения.
- Сами Куейри — командир бригады BG.

## В гражданской войне

### Костяк правохристианского лагеря

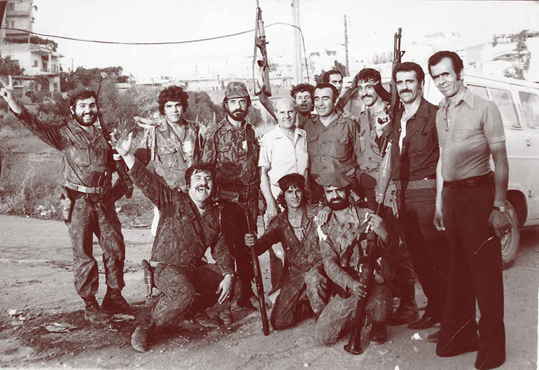
Уильям Хауи (в центре, в белой рубашке) с боевиками-фалангистами во взятом квартале Тель-Заатара

13 апреля 1975 года в Бейруте произошла Автобусная резня, решающую роль в которой сыграла фалангистская милиция. Началась Гражданская война в Ливане. Милиция Катаиб составила основу Ливанских сил — военного крыла правохристианской коалиции Ливанский фронт. Фалангистские боевики играли основную роль в бейрутской Битве отелей (1975—1976, против насеристов Мурабитун, палестинских боевиков ООП, социалистов и коммунистов), осаде и штурме Тель-Заатара (1976, против ООП), Стодневной войне (1978, против сирийских войск), Битве при Захле (1981, против сирийцев и палестинцев), многих других столкновениях. Силы регулирования Катаиб демонстрировали высокую боеспособность.
13 июля 1976 при осаде Тель-Заатара погиб Уильям Хауи. Командующим Силами регулирования Катаиб стал Башир Жмайель. Сын Пьера Жмайеля имел далеко идущие амбиции — он намеревался объединить под своим руководством весь правохристианский лагерь.
По своей численности, оснащению и подготовке Силы регулирования Катаиб превосходили все иные правохристианские организации — национал-либеральную Милицию Тигров, Стражей кедров, консервативную Мараду, Танзим, ЛМД. Боевики-фалангисты отличались идейным фанатизмом, жестокостью и «мафиозными» наклонностями. В то же время «Тигры Шамуна» — превосходили их в агрессивности к мусульманам.
Фалангистские боевики участвовали в ряде акций, квалифицируемых как военные преступления, в том числе Чёрной субботе и резне в Карантине. Временами они вступали в боестолкновения даже с частями правительственной армии.

### Силовая консолидация
В конце 1970-х Башир Жмайель начал устанавливать своё единовластие в правохристианском лагере. Эта программа была названа «единство винтовки». В результате Эденской резни 13 июня 1978 были подорваны вооружённые силы движения «Марада». Однако взять под контроль весь Северный Ливан фалангистам не удалось. Клан Франжье при поддержке сирийской армии удержал позиции в районах Згарта и Кура и даже нанёс ощутимые контрудары.
7 июля 1980 резня в Сафре покончила с самостоятельностью «Милиции Тигров». Вооружённые силы Национал-либеральной партии были интегрированы под командованием Башира Жмайеля.
К концу 1980 года Башир Жмайель в целом сумел консолидировать правохристианские формирования (за исключением «Марады») в «Ливанских силах» под собственным командованием. Со второй половины 1981 года понятия «фалангистская милиция» и «Ливанские силы» практически слились воедино. Их численность оценивалась уже в 25 тысяч человек.
23 августа 1982 года Башир Жмайель был избран президентом Ливана. Ливанская фаланга пришла к власти на фоне израильского вторжения в Ливан. По ряду признаков, президент Жмайель намеревался завершить консолидацию силовых структур, интегрировав «Ливанские силы» в правительственную армию.
Однако 14 сентября 1982, не успев официально вступить в должность, президент Жмайель погиб в результате теракта. Одним из последствий убийства стала резня в Сабре и Шатиле, учинённая фалангистскими боевиками под командованием Ильяса Хобейки.

## Продолжение традиции
После гибели Башира Жмайеля во главе «Ливанских сил» стояли Фади Фрем, затем Фуад Абу Надер. Отношения между партией Катаиб и её вооружённым крылом постепенно осложнялись. Раскол произошёл в марте 1984, когда ливано-израильский мирный договор от 17 мая 1983 был расторгнут Амином Жмайелем под давлением просирийских сил, и Пьер Жмайель одобрил этот вынужденный шаг сына. Решение Жмайелей вызвало резкий протест «Ливанских сил», которые сохраняли союз с Израилем.
В 1985—1986 «Ливанские силы» раскололись на сторонников Ильяса Хобейки и Самира Джааджаа. В жёсткой борьбе лидерство захватил Джааджаа, под командованием которого «Ливанские силы» участвовали в борьбе против сирийских войск.
В период сирийской оккупации ветеранов-фалангистов консолидировал Фуад Абу Надер, хотя сирийское руководство и создало марионеточную версию «Ливанских сил» под командованием бывшего майора ливанской армии Фуада Малека.
После Кедровой революции «Ливанские силы» преобразовались в политическую партию под руководством Самира Джааджаа. Фуад Абу Надер возглавляет ветеранскую группу в Катаиб и организацию Фронт свободы.
Все «послежмайелевские» лидеры «Ливанских сил» начинали боевиками и командирами в Силах регулирования Катаиб. Все они позиционируются как верные последователи «президента навеки» Башира Жмайеля.
Современная партия Катаиб формально не имеет военизированного крыла. Однако деятельность фалангистской милиции прошлого оценивается глубоко позитивно, как борьба за свободу и суверенитет Ливана. Проводятся специальные мероприятия чествования.